# Rasbora api
Rasbora api es una especie de peces de la familia de los Cyprinidae en el orden de los Cypriniformes.

## Hábitat
Es un pez de agua dulce.

## Distribución geográfica
Se encuentran en el noroeste de Sumatra (Indonesia).